# The Zephyr Song
«The Zephyr Song» — песня американской рок-группы Red Hot Chili Peppers, второй сингл из альбома By the Way. Сингл был выпущен в двух версиях, оба издания содержали по две ранее неиздававшиеся песни — в общей сложности четыре трека. Связи с этим, «The Zephyr Song» имеет большее количество свежих би-сайдов, чем любой другой сингл RHCP.
Сингл добрался до 6-й строчки чарта Modern Rock Tracks, тем самым прервав серию из 3-х синглов группы, которые подряд занимали первое место в этом хит-параде.
В период турне By the Way World Tour, музыканты исполняли эту песню на большинстве своих шоу, однако, после 2004 года композиция исчезла из концертного репертуара группы.

## Список композиций
| №  | Название                               | Длительность |
| -- | -------------------------------------- | ------------ |
| 1. | «The Zephyr Song»                      | 3:52         |
| 2. | «Body of Water» (прежде не издавалась) | 4:41         |
| 3. | «Someone» (прежде не издавалась)       | 3:24         |

| №  | Название                                  | Длительность |
| -- | ----------------------------------------- | ------------ |
| 1. | «The Zephyr Song»                         | 3:52         |
| 2. | «Out of Range» (прежде не издавалась)     | 3:58         |
| 3. | «Rivers of Avalon» (прежде не издавалась) | 3:39         |

| №  | Название                              | Длительность |
| -- | ------------------------------------- | ------------ |
| 1. | «The Zephyr Song»                     | 3:52         |
| 2. | «Out of Range» (прежде не издавалась) | 3:58         |

## Хит-парады
| Чарт                   | Высшая позиция |
| ---------------------- | -------------- |
| ARIA Charts            | 21             |
| Canadian Singles Chart | 11             |
| UK Singles Chart       | 11             |
| US Billboard Hot 100   | 49             |
| US Modern Rock         | 6              |
| US Mainstream Rock     | 14             |